# باولو ريكاردو
باولو ريكاردو (بالبرتغالية: Paulo Ricardo‏) (13 يونيو 1994 في لاغونا، سانتا كاتارينا في البرازيل - ) هو لاعب كرة قدم برازيلي في مركز الدفاع في نادي العروبة الإماراتي. لعب مع نادي سانتوس ونادي الحزم.

## وصلات خارجية
- باولو ريكاردو على موقع قاعدة بيانات كرة القدم.إي يو (الإنجليزية)
- باولو ريكاردو على موقع Soccerway.com (الإنجليزية)